# Фердинанд Лауфберґер
Фердинанд Юліус Лауфберґер (нім. Ferdinand Julius Laufberger; 16 лютого 1829 або 1828, Крупка — 16 липня 1881, Відень) — австрійський художник і графік.

## Біографія
Професійну освіту здобув у Празькій академії образотворчих мистецтв і потім — у Віденській академії мистецтв. Майстер жанрового живопису. 1855 року на замовлення австрійського відділення фірми Ллойдс здійснив подорож дунайськими країнами, що завершився в Константинополі. У цій поїздці Ф. Лауфберґер повинен був створити серію ескізів про вдачу і звичаї, а також повсякденне життя і визначні пам'ятки в дунайських князівствах, які потім повинні були бути перероблені і випущені з друку у вигляді гравюр. Робота була виконана досить вдало і принесла молодому майстрові визнання. Отримавши стипендію віденської Академії для продовження освіти за кордоном, художник відправився в поїздку культурними центрами Німеччини, Бельгії та Італії, 1862 року він приїхав до Парижа, де залишився на 15 місяців. Відвідуючи Лувр, Ф. Лауфберґер почав писати великоформатне полотно «Відвідувачі в Луврі». 1865 року йому доручили розпис завіси для театру Комеді-Опера. У 1868 році художник став професором живопису в новому Віденському художньо-ремісничому училищі, відкритому при Австрійському музеї. Серед учнів Лауфберґера був Густав Клімт. Крім викладацької діяльності Лауфберґер брав участь в оформленні інтер'єрів будівель на віденській Рінгштрассе, яка тоді тільки будувалася. Після закінчення робіт над завісою виконав різні декоративні роботи. Після будівництва нової будівлі для Музею прикладного мистецтва у Відні займався роботою над одним з фризів споруди, а також розписував фресками сходовий приміщення від входу в музей (зображення Венери, що виходить з морських вод, оточеної мистецтвами). Як живописець, вважав за краще зображати переважно жанрові сценки, часто гумористичні. Серед таких його робіт слід назвати:
- Мандрівник перед селянським хутором (1859)
- Вчений-самоучка спостерігає сонячне затемнення (1858)
- Старий холостяк (1860)
- Затишне містечко (1861)
- Геновева в лісі (1861)
- Літній вечір у Пратері (1864)

На замовлення промисловця Карла Гейлінга Ф. Лауфберґер виконав вітражі на картоні для будівлі, присвяченого австрійської індустрії на Всесвітній виставці у Відні (з сидить на троні алегоричній фігурою Австрії в центрі). Відомий також як графік. 1889 року на честь художника був названий один з віденських провулків в Леопольдштадті — Лауфберґерґассе.

## Галерея

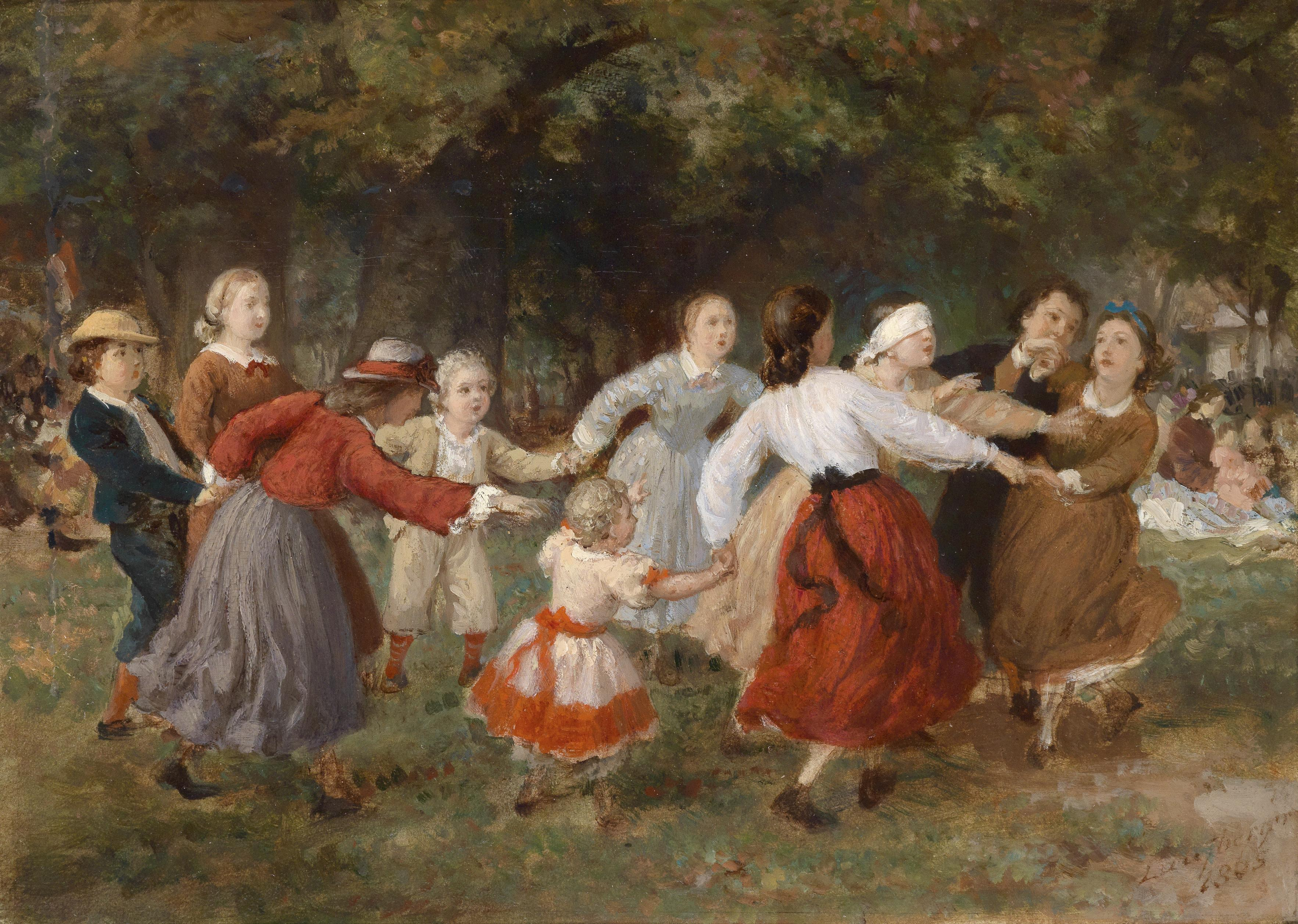
Гра в піжмурки. 1865
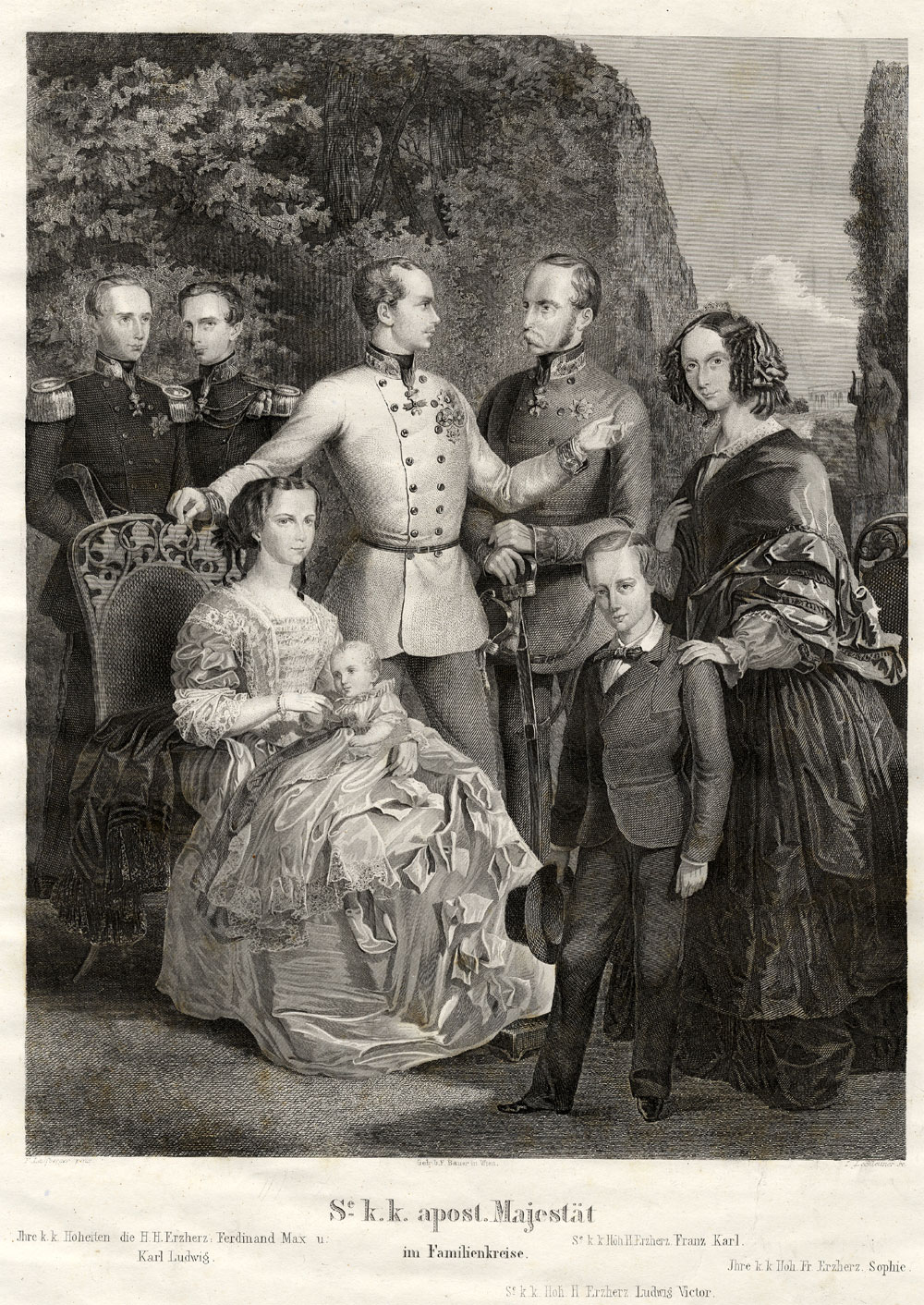
Імператор Франц Йосиф I в колі сім'ї. бл. 1856